# 正親町実胤
正親町実胤（おおぎまち さねたね、延徳2年（1490年） - 永禄9年（1566年）9月16日）は、室町時代後期の公卿。法名は円空。初名は正親町実枝。

## 官歴
- 明応5年（1496年）：侍従
- 明応8年（1499年）：従五位上
- 文亀2年（1502年）：正五位下
- 永正2年（1505年）：従四位下、右少将
- 永正5年（1508年）：従四位上、蔵人頭、右中将
- 永正6年（1509年）：正四位上
- 永正9年（1512年）：参議
- 永正13年（1516年）：正三位
- 永正15年（1518年）：権中納言
- 大永2年（1521年）：従二位
- 大永6年（1525年）：正二位
- 享禄元年（1528年）：権大納言
- 天文元年（1532年）：神宮伝奏
- 天文10年（1541年）：従一位、出家のため致仕

## 系譜
- 父：正親町公兼
- 弟：三条実顕
- 弟：河鰭輝季
- 子：正親町公叙